# Listă de sate din statul Missouri

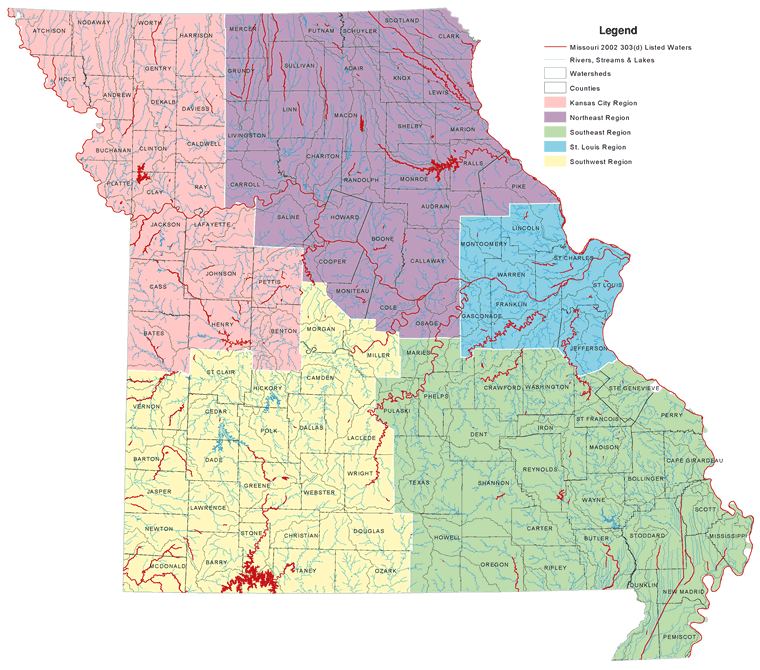
Harta statului
din SUA.

- Această pagină este o listă a satelor (în engleză villages) -- municipalități rurale -- din statul Missouri.

În statul Missouri, satele (conform, villages) sunt municipalități încorporate rurale cu o populație de maximum 500 (cinci sute) de locuitori. Dacă populația localității este mai mare de 500 de locuitori, atunci satul trebuie încorporat ca oraș (vedeți Listă de orașe din statul Missouri). Dacă populația devine mai mare decât limita de 500 de rezidenți, votarea pentru schimbarea statutului nu este automată.
Deși există cazuri în care unele sate sunt denumite târguri (în engleză towns), denominarea este incorectă, întrucât - conform legilor administrative a statului Missouri - târgurile nu există.  Satele sunt guvernate de un comitet de conducere, numit board of trustees.  

- Vedeți și Listă de comitate din statul Missouri.
- Vedeți și Listă de orașe din statul Missouri.
- Vedeți și Listă de districte civile din statul Missouri.
- Vedeți și Listă de locuri desemnate pentru recensământ din statul Missouri.
- Vedeți și Listă de comunități neîncorporate din statul Missouri.
- Vedeți și Listă de zone de teritoriu neorganizat din statul Missouri.
- Vedeți și Listă de localități dispărute din statul Missouri.

## A
- Agency
- Airport Drive
- Aldrich
- Altamont
- Amity
- Annada
- Arbela
- Arcola
- Argyle
- Arkoe
- Arrow Point
- Arrow Rock
- Aullville
- Avilla

## B
- Bakersfield
- Baldwin Park
- Bellerive
- Bel-Nor
- Bel-Ridge
- Benton City
- Bethel
- Biehle
- Bigelow
- Big Lake
- Birmingham
- Blodgett
- Blue Eye
- Blythedale
- Brimson
- Brooklyn Heights
- Brown Station
- Brumley
- Budapest
- Bull Creek
- Burgess
- Butterfield

## C
- Cairo
- Caledonia
- Calverton Park
- Carytown
- Cedar Hill Lakes
- Centertown
- Chain-O-Lakes
- Champ
- Chamois
- Circle City
- Claycomo
- Cliff Village
- Climax Springs
- Clyde
- Cobalt
- Collins
- Coney Island
- Corning
- Cosby
- Country Club
- Country Life Acres

## D
- Dadeville
- Dalton
- Dardenne Prairie
- Deerfield
- Dennis Acres
- Denver
- Diehlstadt
- Diggins
- Dover
- Dunlap
- Duquesne

## E
- Eagleville
- East Fenway
- Edwards
- Elmira
- Emerald Beach
- Eolia
- Eugene
- Evergreen

## F
- Farley
- Fenway Landing
- Ferrelview
- Fidelity
- Filley
- Flemington
- Fortescue
- Foster
- Fountain N' Lakes
- Freeburg
- Freistatt

## G
- Gentry
- Gerster
- Gibbs
- Ginger Blue
- Glenallen
- Glencoe
- Glen Echo Park
- Glenwood
- Goodnight
- Gordonville
- Grand Falls Plaza
- Grand Pass
- Granger
- Grantwood Village
- Gravois Mills
- Grayson
- Guilford
- Gunn City

## H
- Halfway
- Halltown
- Hanley Hills
- Harwood
- Harrisburg
- Hartsburg
- Hartwell
- Hayward
- Haywood City
- Hillsdale
- Hoberg
- Holliday
- Hughesville
- Humphreys
- Huntsdale

## I
- Iatan
- Iconium, Missouri
- Indian Point
- Innsbrook
- Ionia
- Irena
- Iron Gates

## J
- Jacksonville
- Jane
- Jameson
- Jerico Springs
- Josephville
- Junction City

## K
- Kelso
- Kingdom City

## L
- Lakeland
- Lake Mykee Town
- Lamar Heights
- La Due
- La Russell
- La Tour
- Laurie
- Lawson
- Leasburg
- Leonard
- Leslie
- Lewis and Clark Village
- Livonia
- Lock Springs
- Loma Linda
- Longtown
- Louisburg
- Lucerne
- Ludlow
- Luray

## M
- Mackenzie
- Marlborough
- McCord Bend
- McFall
- Merriam Woods
- Merwin
- Metz
- Milford
- Millard
- Mill Spring
- Milo
- Mineral Point
- Miramiguoa Park
- Montevallo
- Monticello
- Mooresville
- Moundville
- Mount Leonard
- Mount Moriah

## N
- New Melle
- Newark
- Newtonia
- North Lilbourn
- North Wardell
- Norwood Court

## O
- Oak Grove Village
- Oak Ridge
- Oaks
- Oakview
- Oakville
- Oakwood
- Oakwood Park
- Old Appleton
- Olean
- Osgood

## P
- Parkdale
- Parkway
- Pasadena Park
- Pascola
- Passaic
- Paynesville
- Pendleton
- Penermon
- Perry
- Phillipsburg
- Pickering
- Pierpont
- Pinhook
- Plato
- Preston
- Prathersville
- Preston

## R
- Raymondville
- Rayville
- Rea
- Redings Mill
- Renick
- Rensselaer
- Revere
- Rhineland
- Richards
- Ridgely
- Ritchey
- River Bend
- Rivermines
- Riverview
- Roscoe
- Rothville
- Rush Hill
- Rushville
- Rutledge

## S
- Saddlebrooke
- Saginaw
- Saint Cloud
- Saint Elizabeth
- Sedgewickville
- Shoal Creek Drive
- Shoal Creek Estates
- Sibley
- Silex
- Silver Creek
- Sikeston
- South Gifford
- South Greenfield
- South Lineville
- Stark City
- Stella
- Stotesbury
- Stoutsville
- Sundown
- Sunrise Beach
- Sycamore Hills

## T
- Table Rock
- Tallapoosa
- Taneyville
- Tarrants
- Theodosia
- Tightwad
- Tina
- Truxton
- Turney
- Tuscumbia
- Twin Oaks

## U
- Umber View Heights
- Unity Village
- Uplands Park
- Utica

## V
- Vandiver
- Vanduser
- Velda Village Hills
- Village of Four Seasons
- Vinita Terrace
- Vista

## W
- Wakenda
- Wardsville
- Watson
- Weatherby
- Weldon Spring Heights
- Wentworth
- West Line
- West Sullivan
- Westwood
- Whiteside
- Whitewater
- Wilbur Park
- Wilson City
- Windsor Place
- Winfield
- Winston
- Wooldridge

## X, Y și Z
- Zalma

## Vedeți și
- Borough (Statele Unite ale Americii)
- Cătun (Statele Unite ale Americii)
- Comitat (Statele Unite ale Americii)
- District civil (Statele Unite ale Americii)
- District desemnat (Statele Unite ale Americii)
- District topografic (Statele Unite ale Americii)
- Loc desemnat pentru recensământ (Statele Unite ale Americii)
- Localitate neîncorporată (Statele Unite ale Americii)
- Municipalitate (Statele Unite ale Americii)
- Oraș (Statele Unite ale Americii)
- Precinct (Statele Unite ale Americii)
- Rezervație amerindiană (Statele Unite ale Americii)
- Sat (Statele Unite ale Americii)
- Târg (Statele Unite ale Americii)
- Teritoriu neorganizat (Statele Unite ale Americii)
- Township (Statele Unite ale Americii)
- Zonă metropolitană (Statele Unite ale Americii)
- Zonă micropolitană (Statele Unite ale Americii)

respectiv
- Census county division
- Designated place, a counterpart in the Canadian census
- ZIP Code Tabulation Area

## Alte legături interne
- Categorie:Liste de comitate din Statele Unite ale Americii după stat
- Categorie:Liste de orașe din Statele Unite după stat
- Categorie:Liste de târguri din Statele Unite după stat
- Categorie:Liste de districte civile din Statele Unite după stat
- Categorie:Liste de sate din Statele Unite după stat
- Categorie:Liste de comunități neîncorporate din Statele Unite după stat
- Categorie:Liste de localități dispărute din Statele Unite după stat
- Categorie:Liste de comunități desemnate pentru recensământ din Statele Unite după stat
- Categorie:Liste de rezervații amerindiene din Statele Unite după stat
- Categorie:Liste de zone de teritoriu neorganizat din Statele Unite după stat

respectiv
- Statul Missouri
- Liste de orașe din Statele Unite după stat
- Liste de orașe din Statele Unite
- Categorie:Orașe din Statele Unite ale Americii